# Oriane Jean-François
Oriane Jean-François, född den 14 augusti 2001 i Saint-Laurent-du-Maroni i Franska Guyana, är en fransk fotbollsspelare.

## Karriär
Oriane Jean-François inledde sin seniorkarriär i Paris FC år 2019. Hon värvades 2022 av Paris Saint-Germain innan hon 2024 kontrakterades av Chelsea. Hon har även representerat det franska damlandslaget där hon debuterade år 2020.